# Маджалис
Маджа́лис (в пер. с араб. «меджлис» — совет) — село в Республике Дагестан. Административный центр Кайтагского муниципального района.
Образует муниципальное образование — сельское поселение «Маджалисский сельсовет», в состав которого также входят сёла Родниковый и Хунгия.

## География
Селение расположено по обоим берегам реки Уллучай, в Предгорном Дагестане, на высоте 408 метров над уровнем моря. Находится в 120 км к югу от города Махачкала и в 40 км к северо-западу от Дербента, в 26 км к востоку от села расположена ближайшая железнодорожная станция Мамедкала.

## История

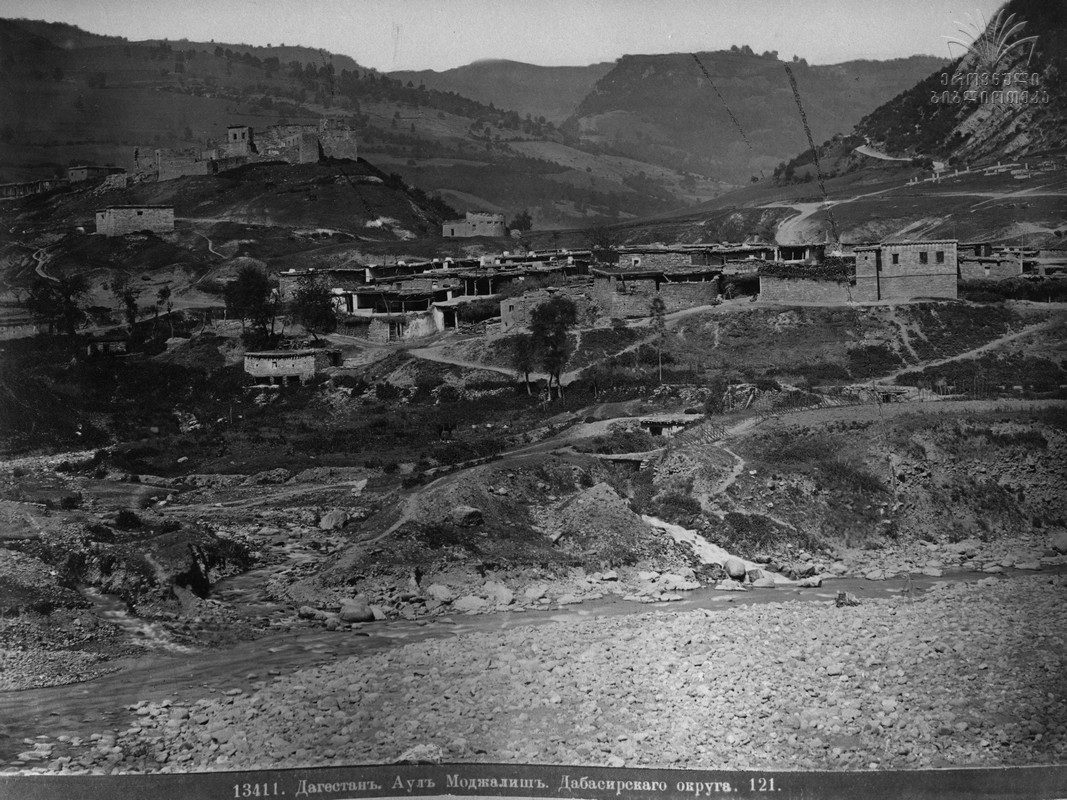
Дореволюционный Маджалис. Кайтаго-Табасаранский округ Дагестанской области. Российская империя

Селение Маджалис возникло в 1581 году. 
По одной версии, его основал уцмий Султан-Ахмед, и с 1588 года Маджалис стал центром Кайтагского уцмийства. Однако на маджалисском кладбище были обнаружены памятники, датированные XIV—XV веками и свидетельствующие о том, что люди жили в этих местах и до Султан-Ахмеда. В работе Гасана Алкадари говорится, что «место, где теперь находится селение Маджалис, было пустопорожним. Лишь жители окрестных селений во время совещаний собирались там и устраивали заседания совета, а потом расходились по домам. Этот уцмий велел основать там селение и наименовать его Маджалис».

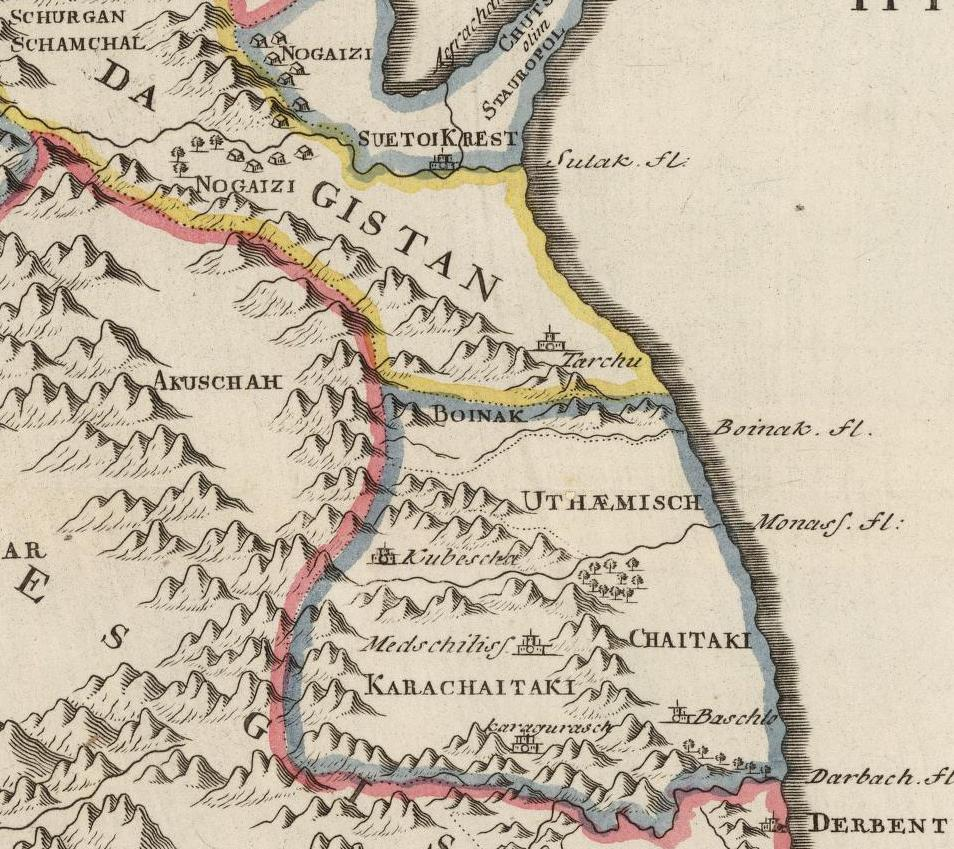
Маджалис («Medschilis») на карте Гербера 1728 года

В 1866 году Маджалис, будучи окружным центром, оказался в эпицентре восстания Кайтаго-Табасаранского округа.
В 1901 году селение посетил антрополог Павел Свидерский, Маджалис он описывает в своих сочинениях так:
Находясь въ ущелье, окруженномъ со всехъ сторонъ лесистыми и скалистыми горами, Маджалисъ довольно живописенъ, хотя высота его котловины, сравнительно, незначительна,— не более 700 фут. надъ уровнемъ моря. Такимъ образомъ Маджалисъ лежитъ собственно на предгории, и его нельзя отнести къ настоящимъ горнымъ ауламъ
Согласно маджалисским преданиям, приводимым профессором Расулом Магомедовым, основателями села были трое братьев из Калкни, от которых пошли три старейших рода. Вскоре поселились рядом выходцы из Кища, затем Каякента, Ахмедкента и Башлыкента. Каждая группа селилась обособленно, но соседство приводило к требованию обсуждать общие нужды. Частые совещания определили общее название — Маджалис.
До революции 1917 года в Маджалисе проживала большая община горских евреев, составлявших квартал Тубен-Аул.
В 1940-е годы в село была переселена часть даргинцев из села Абдашка, которые образовали в селе отдельный квартал. В 1968 году в Маджалис были переселены жители сгоревшего села Дарша.

## Население
| 1886  | 1895  | 1897  | 1926  | 1939  | 1959  | 1970  |
| ----- | ----- | ----- | ----- | ----- | ----- | ----- |
| 1481  | ↘1422 | ↘1327 | ↘1021 | ↗1762 | ↗2464 | ↗3704 |
| 1979  | 1989  | 2002  | 2010  | 2021  |       |       |
| ↗4619 | ↗5211 | ↗5766 | ↗6815 | ↘6659 |       |       |

### Национальный состав
По данным Всероссийской переписи населения 2021 года:
| Народ      | Численность, чел. | Доля от всего населения, % |
| ---------- | ----------------- | -------------------------- |
| даргинцы   | 5397              | 81,05 %                    |
| кумыки     | 1113              | 16,71 %                    |
| другие     | 94                | 1,41 %                     |
| не указано | 55                | 0,83 %                     |
| всего      | 6659              | 100 %                      |

Динамика изменения национального состава по данным переписей населения СССР и РФ.
| Год переписи  | 1926 год           | 1939 год             | 1970 год              | 1979 год              | 2002 год              | 2010 год              |
| ------------- | ------------------ | -------------------- | --------------------- | --------------------- | --------------------- | --------------------- |
| даргинцы      | —                  | ↗ 356 чел. (20,22 %) | ↗ 2414 чел. (65,17 %) | ↗ 2954 чел. (71,13 %) | ↗ 4597 чел. (79,73 %) | ↗ 5481 чел. (80,43 %) |
| кумыки        | 927 чел. (90,79 %) | ↘ 671 чел. (38,10 %) | ↗ 1061 чел. (28,64 %) | ↘ 1032 чел. (24,85 %) | ↗ 1068 чел. (18,52 %) | ↗ 1191 чел. (17,48 %) |
| русские       | 56 чел. (5,48 %)   | ↗ 238 чел. (13,52 %) | ↘ 100 чел. (2,70 %)   | ↘ 57 чел. (1,37 %)    | ↘ 21 чел. (0,36 %)    | ↗ 24 чел. (0,35 %)    |
| горские евреи | —                  | ↗ 309 чел. (17,55 %) | ↘ 30 чел. (0,81 %)    | ↗ 69 чел. (1,66 %)    | ↘ 1 чел. (0,02 %)     | ↗ 4 чел. (0,06 %)     |
| другие        | 38 чел. (3,72 %)   | 187 чел. (10,62 %)   | 99 чел. (2,67 %)      | 41 чел. (0,99 %)      | 79 чел. (1,37 %)      | 115 чел. (1,69 %)     |
| всего         | 1021 чел. (100 %)  | ↗ 1761 чел. (100 %)  | ↗ 3704 чел. (100 %)   | ↗ 4153 чел. (100 %)   | ↗ 5766 чел. (100 %)   | ↗ 6815 чел. (100 %)   |

Этнографическая карта Кавказа, составленная Зейдлицем. 1880 год. Маджалис включён в даргинскую этнотерриторию

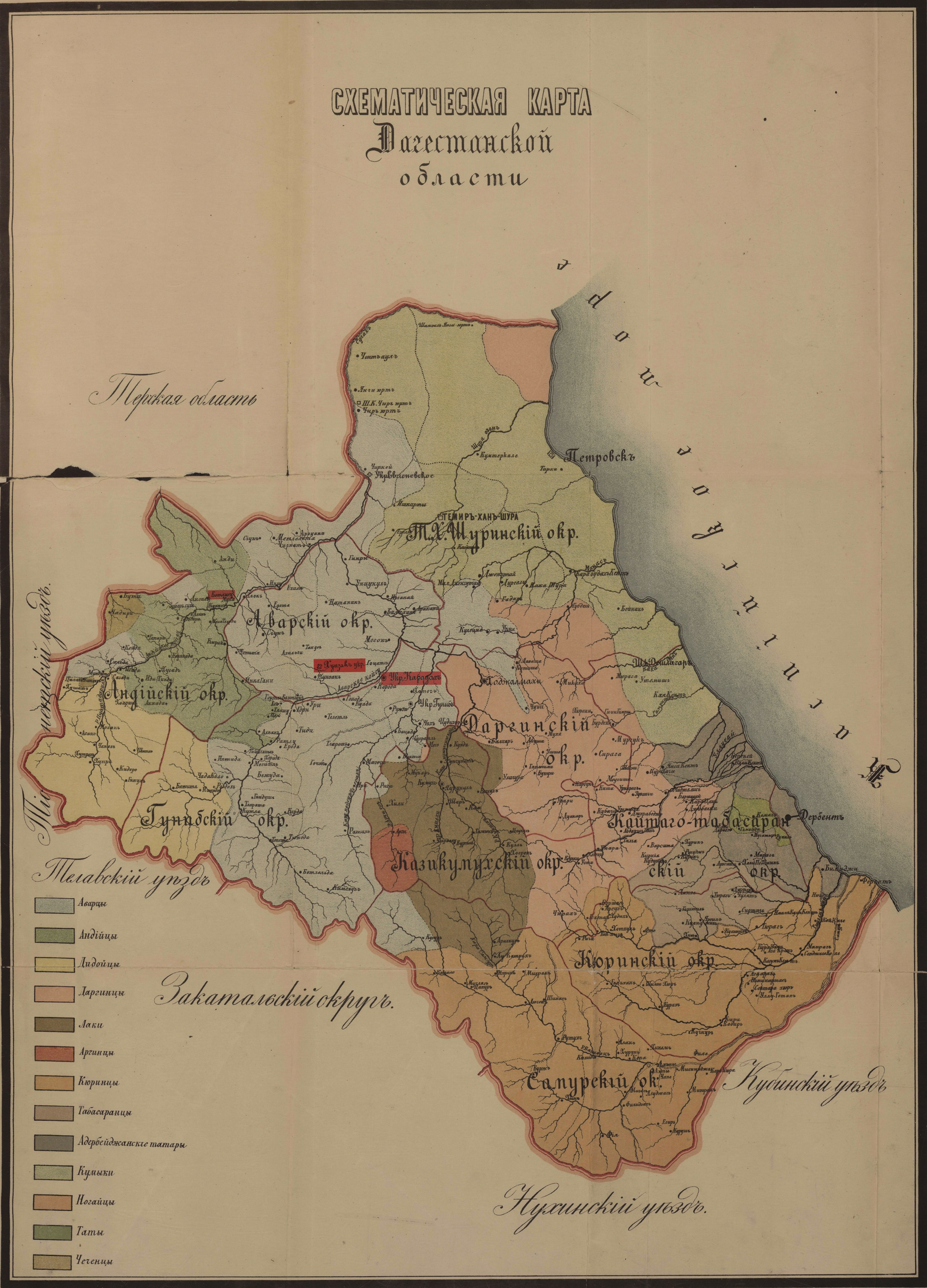
Административная и этническая карта Дагестана 1895 года. Маджалис помещён в даргинскую этнотерриторию

По данным исследователей конца XIX — начала XX века, большинство населения села относилось то к даргинцам (кайтагцам), то к татарам (кумыкам). Так, по данным 1869 года, из 287 дворов Маджалиса 169 говорили по кумыкски, 118 — по кайтагски. 
Согласно посемейным спискам 1886 года, численность населения села составляло 1481 человек, из которых 882 чел. (59,5 %) — даргинцы, а 599 чел. (40,5 %) — горские евреи. Однако, по данным списка по населённым местам Дагестанской области 1888 года, в графе народности были указаны лишь «татары», составлявшие большинство и евреи.
Шотландский барон и путешественник Джон Аберкромби в 1889 году писал, что Маджалис за исключением его еврейского элемента (квартала), населён «татарами». 
Учёный-историк Е. И. Козубский в 1895 году указывал, что основной народностью Маджалиса являются даргинцы, а основным языком — кумыкский, несколько отличавшийся от языка северных кумыков.
По данным Всероссийской переписи населения 1897 года, на основе родного языка было указано:
| Язык      | Численность, чел. | Доля от всего населения, % |
| --------- | ----------------- | -------------------------- |
| татарский | 764               | 57,57 %                    |
| татский   | 512               | 38,58 %                    |
| русский   | 27                | 2,04 %                     |
| другие    | 24                | 1,81 %                     |
| всего     | 1327              | 100 %                      |

Русский антрополог Павел Свидерский в 1901 году отмечал, что Маджалис состоит из двух аулов: даргинского и еврейского, а также нескольких домов русских работников администрации.

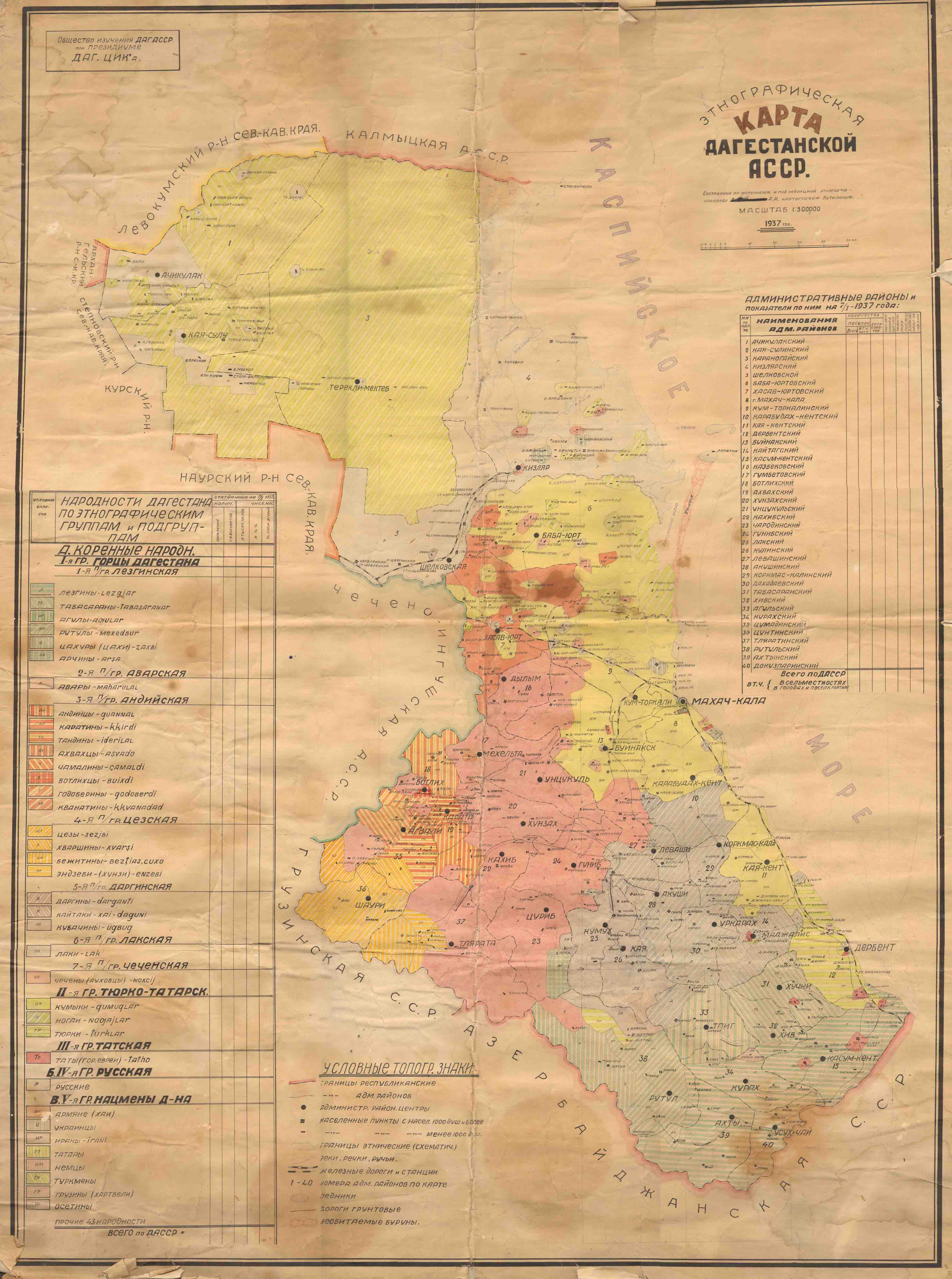
Этнографическая карта ДАССР 1937 года. Половину населения Маджалиса составляют кайтагцы, другую половину — таты (евреи) и кумыки

### Еврейский квартал
Горские евреи проживали в квартале Еврейская слободка или Тюбен-аул («Нижний аул»), куда они переселились в XIX веке после погрома в трёх еврейских сёлах, находившихся неподалёку.
Местные евреи, помимо своего родного языка, знали также даргинский и кумыкский языки. Население занималось сельским хозяйством, в частности отмечается кожевное производство и виноградарство с виноделием. В 1867 году в Маджалисе проживало 80 еврейских семей. В 1926 году их насчитывалось 69. В 1930-е годы в селе была снесена синагога. Тогда же был учреждён еврейский колхоз, который впоследствии был соединён с даргинским. После войны большая часть горских евреев разъехалась в Дербент, Буйнакск и Махачкалу. В 1994 году в селе оставалось 7 еврейских семей.

## Хозяйство
- Месторождения фосфоритов, глин и суглинков; йодобромных и борных минеральных вод.

## Культура
- Краеведческий музей.
- Метеостанция.
- Курганы (в 15 км к востоку от горы Хокуз-Данны — 6); поселение (в 14 км к востоку от села — Гяур-Тепе, Саманлык-Тепе, Кхазка-Тепе).

## Известные уроженцы
- Алимова Барият Магомедовна — доктор исторических наук, этнограф[41].
- Магомедов Рашид Магомедгаджиевич — российский боец смешанного стиля, чемпион мира по версии M-1 Global.
- Токаев, Ихлас Кардашевич — Герой Социалистического Труда

## Достопримечательности
Памятники:
- Герою Советского Союза С. Алисултанову (скульптор Ш. Бюрниев, 2002);
- Павшим героям Великой Отечественной войны (скульптор Ганиев);
- В. И. Ленину.

## Археологические раскопки
В 50 м. к югу от Маджалисского 2-го поселения был найден могильник, датируемый I тысячелетием до нашей эры. Одна из могил представляла собой овальную яму со скорченными на левом боку, ориентированными на юг, двумя костями в сопровождении 21 бронзовой полусферической бляшки, бронзового колпака, пронизок, железного втульчатого наконечника копья, 8 костяных наконечников стрелы, височного украшения, баночного сосуда.
В окрестностях села также найден бронзовый кинжал переднеазиатского типа, датируемый XII-X веками до нашей эры.
В селе обнаружены надмогильные плиты с арабскими надписями. Часть из них датируется XIV—XV веками. Есть также памятники, датируемые XIV—XV и XV—XVI веками.

## Комментарии
Комментарии
1. ↑  по переписи 1926 года, еврейское население численностью в 306 человек, было отмечено в отдельной Еврейской слободке